# جیمز تیری
جیمز تیری (آلمانی: James Thiérrée؛ زادهٔ ۲ مهٔ ۱۹۷۴) یک کارگردان اهل سوئیس است.
از فیلم‌ها یا برنامه‌های تلویزیونی که وی در آن نقش داشته‌است می‌توان به کسوف کامل و امپراطوری از پاریس اشاره کرد.